# Азербайджансько-вірменські відносини на пісенному конкурсі Євробачення
Азербайджансько-вірменські відносини на пісенному конкурсі Євробачення — стосунки представників Вірменії та Азербайджану на пісенному конкурсі Євробачення за всі роки участи цих країн в ньому. Стосунки цих двох країн завжди були складні, між цими двома країнами іноді виникають суперечки, причинами яких є найчастіше конфлікт в Нагірному Карабасі та геноцид вірмен в Османській імперії. Перший конфлікт між Азербайджаном та Вірменією на Євробаченні відбувся на Пісенному конкурсі Євробачення 2006, на якому вперше виступала Вірменія. Після дебюту Азербайджану на Пісенному конкурсі Євробачення 2008, конфлікти між цими двома країнами почали відбуватися ледве не щороку. У 2012 році Вірменія бойкотувала Євробачення, яке проходило в Баку. У 2009 році у фіналі конкурсу Вірменія дала один бал Азербайджану. 2017 рік був єдиним, коли Вірменія давала хоча б якісь бали Азербайджану. Натомість Азербайджан ніколи не давав Вірменії жодних балів.

## Конкурс 2006 року
В рік першого виступу Вірменії на Євробаченні на сторінці її виконавця «André» на офіційному сайті Євробачення місцем його народження був вказаний Нагірний Карабах. Азербайджанські засоби масової інформації розкритикували організаторів Євробачення за визнання Нагірного Карабаху, особливо враховуючи те, що на момент його народження 1979 року Нагірно-Карабаська автономна область була частиною Азербайджанської РСР. Пізніше інформацію про місце народження прибрали зі сторінки «André».

## Конкурс 2009 року

### Скандал навколо відеопрезентації Вірменії
Під час першого півфіналу Євробачення 2009 перед початком виступу вірменських виконавиць сестер Аршакян була показана відеопрезентація Вірменії, у якій показувався монумент «Ми — наші гори», який знаходиться в місті Степанакерт — столиці самопроголошеної Нагірно-Карабаської Республіки. Азербайджанська делегація опротестувала показ цього монументу буцімто вірменського. За їх вимогою кадри з ним були вирізані, а цю відеопрезентацію показали в фіналі вже без монумента.
На знак протесту проти цього під час оголошення результатів голосування від Вірменії, Сірануш Арутюнян, яка оголошувала результати, тримала в руках табличку на якій був зображений монумент, а позаду неї був великий екран, на якому показували той самий монумент. Попри цей випадок, 1065 вірмен проголосували за Азербайджан, чого було достатньо, щоб дати йому один бал. За Вірменію проголосували 43 азербайджанці, чого було недостатньо навіть для одного балу.

### Цензура та допити тих, хто голосував за Вірменію
Одразу після завершення конкурсу почали з'являтися повідомлення, що азербайджанський мовник İctimai Television вирізав виступ вірменських виконавиць зі свого ефіру фіналу конкурсу та не оголосив номер, за яким можна проголосувати за Вірменію. İTV заперечило ці звинувачення.
В серпні того ж року азербайджанці, які проголосували за Вірменію в фіналі Євробачення, були покликані на допит до Міністерства національної безпеки Азербайджану. Під час допитів їх звинувачували в «непатріотичності» та в тому, що вони є «потенційною загрозою безпеці». Один із них, Ровшан Насірлі, заявив, що ті, хто його допитували, сказали йому, що мають список із всіх 43 азербайджанців, які голосували за Вірменію.
Одразу після цих заяв виконавчий менеджер пісенного конкурсу Євробачення Сванте Стокселіус оголосив про початок розслідування інциденту. У відповідь на це İctimai Television заявило, що хоч двоє людей і були запрошені до Міністерства національної безпеки, але ніхто не був допитаний, ні офіційно, ні неофіційно. Це підтвердив і Міністр молоді та спорту Азербайджану Азад Рахімов.
Він також звинуватив Радіо «Свобода» та інші ЗМІ у поширенні неправдивих повідомлень для здійснення провокації. Генеральний директор Європейської мовної спілки Жан Ревейон заявив, що свобода голосу є одним із наріжних каменів Євробачення та що будь-яке порушення таємниці голосу і допити тих, хто голосував на Євробачення, з приводу їх голосу, є недопустимими.
Контрольна група Європейської мовної спілки, яка організовує пісенні конкурси Євробачення, розглянула цю справу 11 вересня 2009 на нараді в Осло. 17 вересня 2009 вони офіційно підтвердили факт порушення таємниці голосу та факт того, що азербайджанці, які голосували за Вірменію на Євробаченні 2009, були викликані на допит. Європейська мовна спілка вирішила накласти штраф на İctimai Television у розмірі 2700 євро та змінити правила конкурсу, щоб зробити національних мовників юридично відповідальними за збереження таємниці голосування під час майбутніх конкурсів. До цього мовники були відповідальними за це, але ЄМС не могла накладати на них серйозні санкції.

## Дитяче Євробачення 2010 року
Співак Володимир Арзуманян, який народився в Степанакерті та представляв Вірменію на Дитячому пісенному конкурсі Євробачення-2010, переміг у ньому. Після завершення конкурсу вірменські ЗМІ заявили, що трансляція конкурсу в Азербайджані була перервана як тільки стало зрозуміло що Вірменія перемогла. При цьому директорка Громадського телебачення Вірменії Діана Мнацаканян спростувала ці заяви, як і заяви про те, що Вірменія надішле скаргу до ЄМС, та заявила що невідомо чи показували конкурс в Азербайджані взагалі, оскільки Азербайджан протягом довгого часу взагалі не брав участи в конкурсі та не був у ньому зацікавленим.

## Конкурс 2012 року
Пісенний конкурс Євробачення 2012 проходив у Баку. Азербайджан тимчасово змінив правила в'їзду на свою територію, щоб вірмени, яким зазвичай заборонений в'їзд до країни, змогли відвідати конкурс. Але в лютому 2012 відбувся випадок, під час якого 20-річний вірменський солдат був застрелений на кордоні Вірменії та Азербайджану. Вірменський уряд заявляв, що його вбив азербайджанський снайпер, хоча також були повідомлення, що він був вбитий під час дружнього вогню.
Через цей інцидент у Вірменії почали поширюватися заклики бойкотувати Євробачення 2012. Також у лютому Президент Азербайджану Ільхам Алієв зробив заяву, у якій назвав вірменський уряд лицемірним та корумпованим. У відповідь на це 22 вірменських музиканти, включаючи колишніх учасників Євробачення Еммі Беджанян та Єву Рівас, підписали відкритого листа на підтримку бойкоту Євробачення 2012. В цьому листі було сказано, що «вони відмовляються їхати до країни, яка добре відома масовими вбивствами вірмен, до країни, де антивірменські настрої стали державною політикою».
7 березня 2012 було офіційно оголошено, що Вірменія не братиме участи в Пісенному конкурсі Євробачення 2012. Європейська мовна спілка та İctimai Television висловили своє розчарування щодо цього рішення. Також генеральний директор İctimai Television Ісмаїл Омаров заявив, що участь Вірменії у конкурсі могла б стати «гарним закликом до миру». Через свою пізню відмову від участи у конкурсі, відповідно до правил конкурсу, Вірменія все одно мала заплатити внесок за участь у конкурсі, а також штраф у розмірі половини внеску.

## Конкурс 2015 року
Після оголошення в березні 2015 того, що Вірменію на Пісенному конкурсі Євробачення 2015 представлятиме гурт Genealogy з піснею «Don't Deny» (укр. Не заперечуй), ЗМІ почали заявляти, що ця пісня є відсилкою до геноциду вірмен в Османській імперії, сота річниця якої припадала на травень 2015, майже в один час із Євробаченням.
Гурт Genealogy складався з п'яти співаків з вірменської діаспори з різних континентів та одного співака із самої Вірменії, який символізував Вірменію і її єдність. Критики заявили що пісня «Don't Deny» є закликом до визнання геноциду вірмен. Також вони помітили у відеокліпі до пісні сцену із людьми, які позували для сімейного фото, одягненими в одяг 1910-х років, які почали зникати.
Голова вірменської делегації Гохар Гаспарян заявив що «Don't Deny» є піснею про любов і єдність та не має жодної політичної мети. Делегація Азербайджану, який разом із Туреччиною заперечує геноцид, розкритикувала пісню за відверто політичний підтекст та заявила що здійснить необхідні кроки для запобігання «принесення конкурсу в жертву політичним амбіціям певної країни».
16 березня 2015 вірменська делегація вирішила перейменувати пісню на «Face the Shadow» (укр. Зустрітися із тінню). Делегація заявила, що нова назва посилить сенс пісні та відкине всі закиди у політичності цієї пісні. Делегація продовжувала заперечувати присутність будь-якого політичного підтексту в пісні.

## Конкурс 2016 року

Івета Мукучян тримає прапор Нагірно-Карабаської Республіки у першому півфіналі Євробачення 2016.

Попри заборону Європейської мовної спілки на будь-які прапори, окрім прапорів держав-членів ООН, під час першого півфіналу Пісенного конкурсу Євробачення 2016 представниця Вірменії Івета Мукучян під час трансляції із гран-рума тримала прапор Нагірно-Карабаської Республіки, що спричинило велике обурення з боку азербайджанських ЗМІ.
Під час пресконференції, яка відбулась одразу після півфіналу, Мукучян відреагувала на випадок заявивши «Ви не маєте забувати що я представляю свою країну в моєму серці, моїх думках, моїх почуттях та у всіх моїх емоціях. Мої думки є разом із моєю Батьківщиною, і все чого я хочу це миру на кордоні. Я написала пісню „LoveWave“, бо вона йшла зсередини мене».
Наступного дня Європейська мовна спілка та її Контрольна група заявили що вони рішуче засуджують демонстрацію прапора Нагірно-Карабаської Республіки під час прямого етеру першого півфіналу та вважають, що це завдало шкоди репутації конкурсу. Вони винесли вірменській делегації попередження, що при повторенні таких дій вони будуть дискваліфіковані з конкурсу.
Прессекретар Міністерства закордонних справ Азербайджану Хікмет Хаджиєв назвав дії Мукучян провокативними і провокаційними та заявив, що, на його думку, вірменська сторона свідомо вдається до таких кроків, аби сприяти незаконному формуванню створеному на окупованих територіях Азербайджану.